# Russell Alan Hulse
Pour les articles homonymes, voir Hülse.
Russell Alan Hulse (28 novembre 1950 à New York) est un physicien américain. C'est un spécialiste des études des pulsars et des ondes gravitationnelles. Il est colauréat du prix Nobel de physique de 1993 avec son maître de thèse Joseph Hooton Taylor.

## Jeunesse
Hulse est né à New York et étudia au Bronx High School of Science et à Cooper Union avant d'entrer à l'université du Massachusetts à Amherst, où il obtint son Ph.D. de physique en 1975.

## Première partie de carrière
Pendant sa thèse, il travailla avec Taylor sur une recherche à grande échelle des pulsars à l'aide du radiotélescope d'Arecibo à Porto Rico. Ce fut ce travail qui conduisit à la découverte du premier pulsar binaire. 
En 1974, Hulse et Taylor découvrirent le pulsar binaire PSR B1913+16, qui est constitué d'un pulsar et d'une étoile compagnon noire. La rotation d'une étoile à neutrons émet des impulsions extrêmement régulières dans le domaine des ondes radio et, dans la région proche, des ondes gravitationnelles (indétectables dans le domaine visible). Hulse, Taylor et d'autres collègues ont utilisé ce premier pulsar binaire pour faire des vérifications très précises de la relativité générale, démontrant l'existence des ondes gravitationnelles. Une approximation de cette énergie rayonnée est décrite par la formule du rayonnement quadrupolaire d'Albert Einstein (1918). 
En 1979, des chercheurs ont présenté des mesures montrant une faible accélération des mouvements orbitaux du pulsar. Ce fut la première preuve que le système composé de ces deux masses mobiles émettait des ondes gravitationnelles.

## Deuxième partie de carrière
Après avoir obtenu son Ph.D., Hulse fut chercheur post-doctoral au National Radio Astronomy Observatory (NRAO) situé à Green Bank. Il retourna à Princeton, ou il travailla pendant plusieurs années au Laboratoire de physique du plasma. Il a également travaillé en sciences de l'éducation, et en 2003 il est rentré à l'université du Texas à Dallas comme professeur-visiteur de physique, de mathématiques et de sciences de l'éducation. Hulse et Taylor partagèrent le prix Nobel de physique de 1993 « pour la découverte d'un nouveau type de pulsar, une découverte qui a ouvert de nouvelles possibilités pour l'étude de la gravitation ».